# Westerkerk
Westerkerk (pronunție în neerlandeză [ʋɛstərkɛrk]; în română Biserica de Vest) este o biserică protestantă olandeză situată în centrul orașului Amsterdam din Țările de Jos. Se află în apropierea districtului Jordaan al Amsterdamului, pe malul canalului Prinsengracht.

## Istoric
Westerkerk a fost construită între 1620 și 1631, în stil renascentist, după proiectul arhitectului Hendrick de Keyser (1565-1621). Arhitectul este înmormântat în biserica pe care o proiectase anterior: Zuiderkerk. Clădirea Westerkerk a fost finalizată și completată de fiul său, Pieter de Keyser (1595-1676), și inaugurată pe data de 8 iunie 1631. Biserica are o lungime de 58 de metri și o lățime de 29 de metri. Nava principală este flancată de două aripi laterale mai mici. Bazilica cu trei abside are un plan dreptunghiular cu două transepte de dimensiuni egale. Ca urmare, planul pentru această biserică a fost inspirat de forma a două cruci grecești conectate una cu alta (o cruce patriarhală).
Unele biserici mai vechi din Amsterdam, cum ar fi Oude Kerk și Nieuwe Kerk, au fost inițial construite înainte de Reformă și s-au convertit la Protestantism în 1578, în timpul Reformei. Westerkerk a fost una dintre primele biserici protestante construite intenționat. Noorderkerk și Zuiderkerk au precedat Westerkerk. Astăzi Westerkerk rămâne cea mai mare biserica din Țările de Jos, care a fost construit pentru protestanți, și este folosită încă de PKN (Protestantse Kerk din Țările de Jos)
Organist/dirijor al corului (pentru Cappella) din Westerkerk este Jos van der Kooy.

## Turnul clopotniță

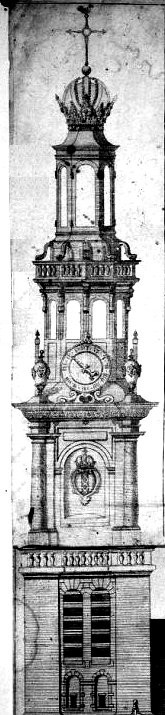
Partea nerealizată din Westertoren, proiectată de Hendrick de Keyser

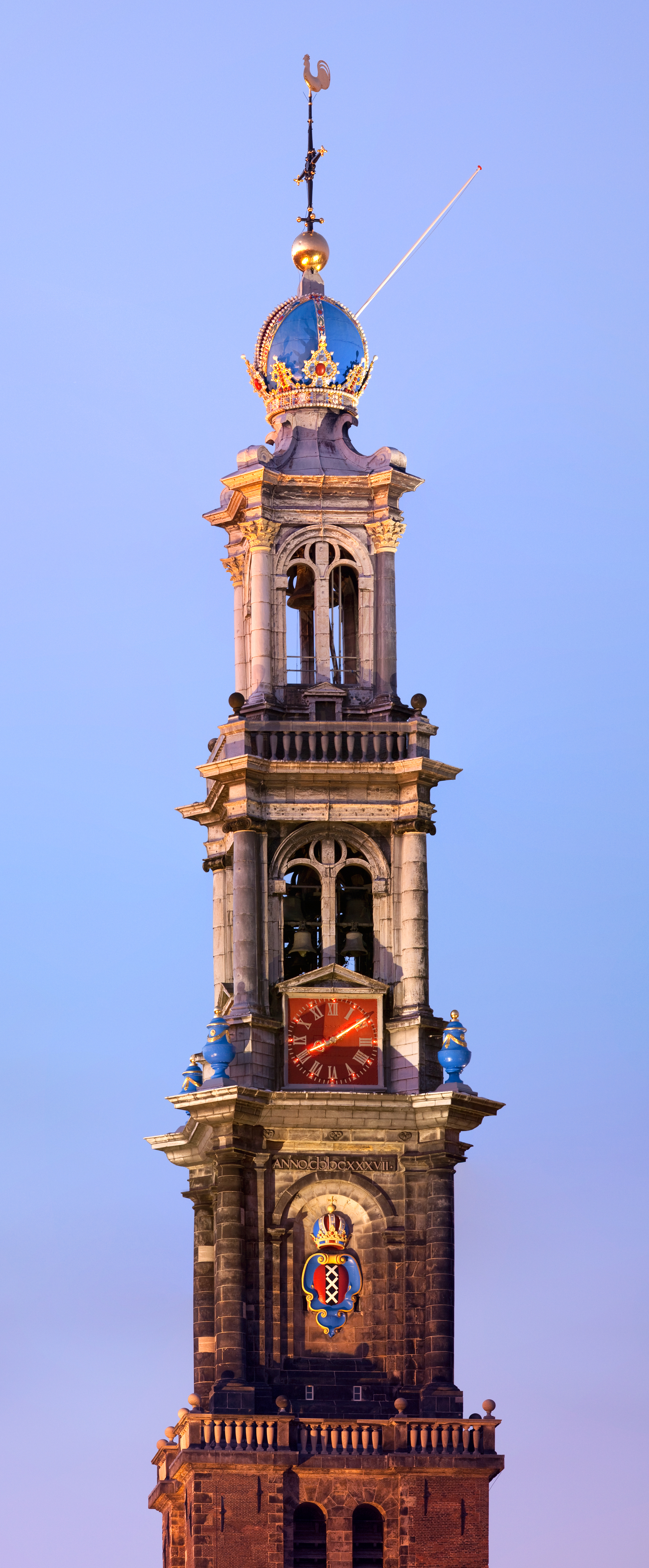
Westertoren

Turnul, numit Westertoren („Turnul de Vest”), este cel mai înalt turn de biserică din Amsterdam, cu cei 87 de metri. Nu se știe cine a proiectat turla. Hendrick de Keyser a proiectat o turlă octogonală pentru turnul care nu a fost niciodată construit. Se sugerează că Jacob van Campen a fost proiectantul. Coroana aflată deasupra turlei este Coroana Imperială a Austriei a lui Maximilian I.

## Rembrandt

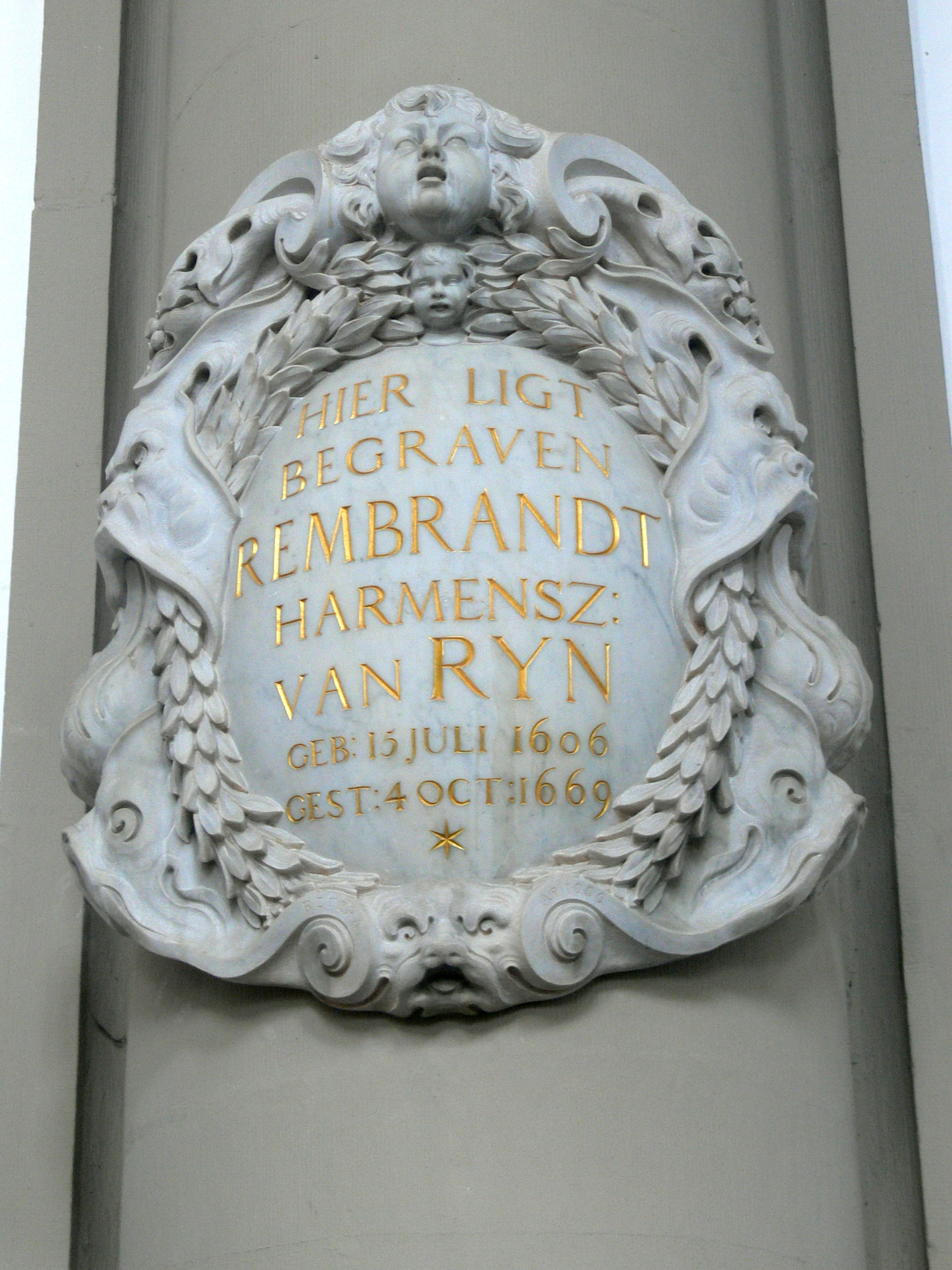
Piatră memorială copiată de pe Nachtwacht

Rembrandt van Rijn a fost îngropat undeva sub o piatră funerară în Westerkerk pe 8 octombrie 1669. Locația exactă a mormântului este necunoscută; numărul mormântului său a fost pierdut. Se afla într-un kerkgraf (mormânt deținut de către biserică) numerotat. Există o placă memorială pe peretele de nord, realizată în 1909, după un model de pe Nachtwacht. După douăzeci de ani, rămășițele sale au fost scoase și împrăștiate, potrivit obiceiului referitor la rămășițele pământești ale oamenilor săraci de la acel moment. Rembrandt a fost îngropat ca un om sărac. În fiecare an, cu prilejul aniversării zilei sale de naștere (15 iulie), el este amintit în Westerkerk printr-un concert de prânz cu muzică din vremea lui Rembrandt, iar o coroană de flori este atârnată pe placa memorială.
Amanta lui Rembrandt,Hendrickje Stoffels, a fost, de asemenea, îngropată aici, ca și fiul lui Rembrandt, Titus van Rijn. Alți pictori îngropați în Westerkerk sunt Nicolaes Berchem, Gillis d'Hondecoeter, Melchior d'Hondecoeter și Govert Flinck.

## Familia regală olandeză

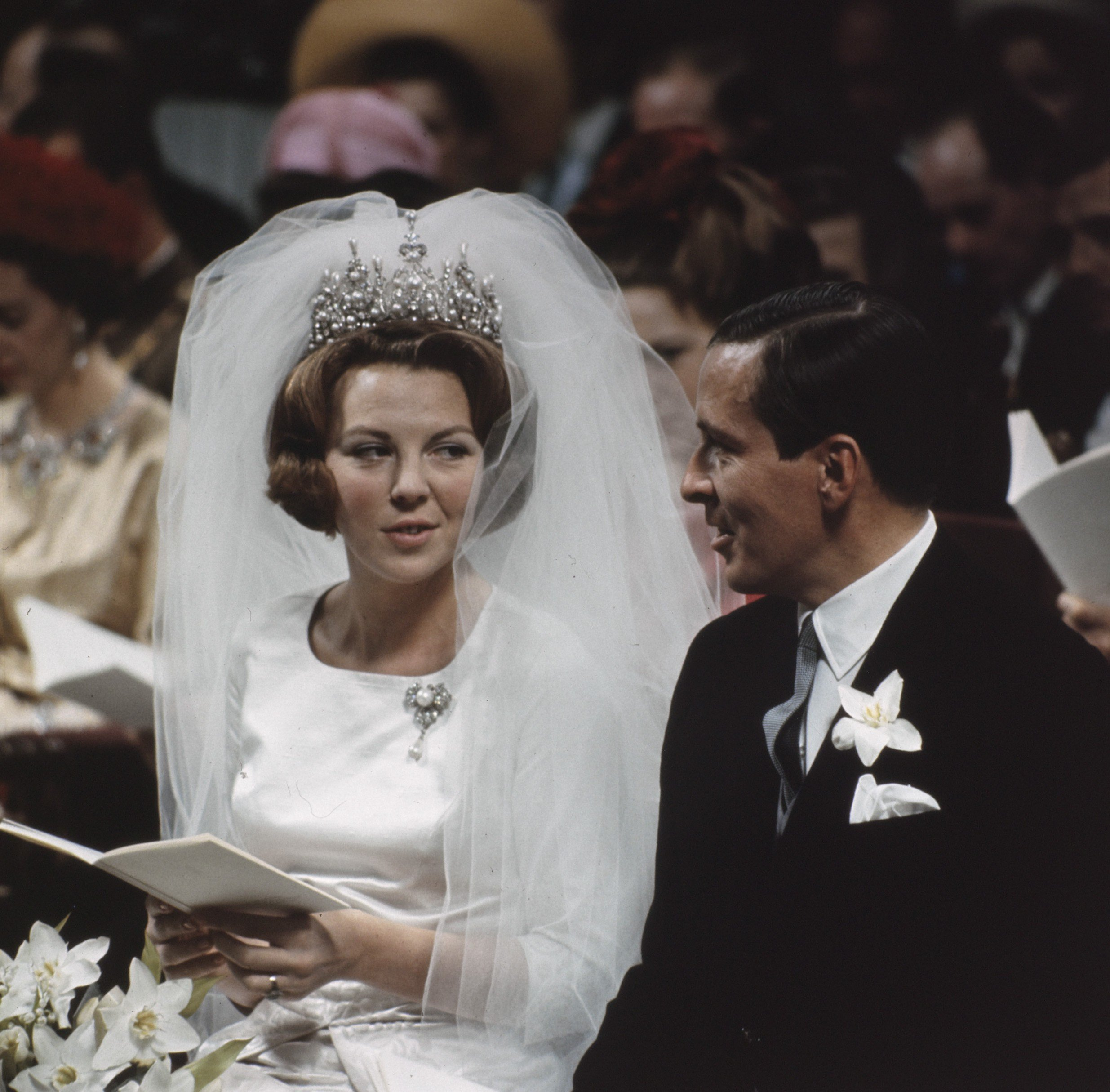
Prințesa Beatrix și Claus van Amsberg

Pe 10 martie 1966, prințesa Beatrix s-a căsătorit cu prințul Claus von Amsberg în Westerkerk.  Biserica Nieuwe Kerk din piața Dam, în care aveau loc de obicei nunțile regale, se afla în renovare la acel moment.

## Anne Frank
Westerkerk este situată în apropiere de Casa Anne Frank, unde diarista Anne Frank, familia ei și alte patru persoane s-au ascuns timp de doi ani de persecuția nazistă în timpul celui de-al Doilea Război Mondial. Westertoren este menționat frecvent în jurnalul ei - orologiul din turn putea fi văzut din mansarda Achterhuis și Anne Frank a descris zgomotul făcut de carillon ca o sursă de confort. O statuie memorială a Annei Frank se află în piața Westermarkt din fața bisericii.

## Morminte
- Nicolaes Pietersz. Berchem (1620-1683), pictor
- Jan Bicker (1591-1653), constructor de nave și comerciant
- Joan Blaeu (1596-1673), tipograf, editor și cartograf
- Steven Blankaart (1650-1704), medic și entomolog
- Samuel Blommaert (1583-1651), comerciant, director al Companiei Indiilor Olandeze de Vest
- Anthonie van Borssom (1631-1677), pictor și desenator
- Pieter de Carpentier (1586-1659), guvernator general al Companiei Indiilor Olandeze de Est
- Frederick Coyett (1615/1620-1687), ultima guvernator olandez al Formosei Olandeze (actualul Taiwan)
- Govert Flinck (1615-1660), pictor
- Johann Rudolf Glauber (1604-1670), farmacist și chimist german
- Pieter van Gunst (1658/9-1732), pictor
- Gillis d'Hondecoeter (cca. 1575-1638), pictor
- Melchior d'Hondecoeter (1636-1695), pictor
- Rembrandt van Rijn (1606/1607-1669), pictor
- Titus van Rijn (1641-1668), fiul lui Rembrandt
- Hendrickje Stoffel  (1626-1663), amanta lui Rembrandt
- Albertus Seba (1665-1736), farmacist
- Jacques Specx (1585-1652), comerciant care a contribuit la stabilirea relațiilor comerciale ale Țărilor de Jos cu Japonia și Coreea
- Isaak Tirion (1705-1765), editor de cărți
- Hendrick van Uylenburgh (cca. 1587-1661), negustor de artă

## Persoane notabile
- Cristina Pumplun, vicar misionar